# Svalövs kommun
Svalövs kommun är en kommun i Skåne län. Centralort är Svalöv.
I kommunens norra del finns nationalparken Söderåsen och genom dess södra del flyter Råån. Kommunens yta domineras dock av jordbruksmark, vilket också påverkar det lokala näringslivet. I början av 2020-talet dominerades det lokala näringslivet av verksamheter relaterade till jordbruket. Exempelvis var centralorten Svalöv ett centrum för forskning och utveckling inom bioteknik och växtförädling.
Folkmängden låg från det att kommunen bildades 1971 och fram till början av 2000-talet stabilt mellan 12 000 och 13 000 invånare. Därefter har dess befolkning stadigt växt till 14 276 invånare 2020. Socialdemokraterna var fram till valet 2018 det största partiet, de har därefter – både i valet 2018 och 2022 – fått se sig omsprungna av Sverigedemokraterna som suttit vid makten sedan juni 2019. Mandatperioden 2022–2026 styrs kommunen av Sverigedemokraterna, Moderaterna och Kristdemokraterna.

## Administrativ historik
Kommunens område motsvarar socknarna: Ask, Billeberga, Felestad, Halmstad, Konga, Kågeröd, Källs-Nöbbelöv, Norra Skrävlinge, Norrvidinge, Röstånga, Sireköpinge, Stenestad, Svalöv, Tirup och Torrlösa. I dessa socknar bildades vid kommunreformen 1862 femton landskommuner med motsvarande namn. 
Svalövs municipalsamhälle inrättades 23 maj 1941 och upplöstes med utgången av 1952. Röstånga municipalsamhälle inrättades 15 november 1935 och upplöstes med utgången av 1966. Teckomatorps municipalsamhälle inrättades 24 augusti 1914 och upplöstes med utgången av 1966.
Vid kommunreformen 1952 bildades sex storkommuner i området: Kågeröd (av de tidigare kommunerna Halmstad, Kågeröd och Stenestad), Marieholm (av Reslöv, Torrlösa och Östra Karaby), Rönneberga (av Asmundtorp, Billeberga, Sireköpinge och Tofta), Röstånga (av Ask, Billinge, Konga och Röstånga), Svalöv (av Felestad, Svalöv och Tirup) samt Teckomatorp (av Källs-Nöbbelöv, Norra Skrävlinge, Norrvidinge och Södervidinge).
1969 införlivades Kågeröds landskommun samt delar ur landskommunerna Rönneberga (Billeberga och Sireköpinge församlingar), Röstånga (Asks, Konga och Röstånga församlingar) och Teckomatorp (Källs-Nöbbelövs, Norra Skrävlinge och Norrvidinge församlingar) i Svalövs landskommun. Svalövs kommun bildades vid kommunreformen 1971 av Svalövs landskommun och en del ur Marieholms landskommun (Torrlösa församling).
Kommunen ingick från bildandet till 2002 i Landskrona domsaga och kommunen ingår sedan 2002 i Lunds domsaga.

## Geografi
Kommunen gränsar till Bjuvs, Åstorps, Klippans, Eslövs, Kävlinge, Landskrona och Helsingborgs kommuner.

### Topografi och hydrografi
I norra Svalövs kommun finns nationalparken Söderåsen, som består av en urbergshorst. I detta område är urbergshorsten täckt av morän med en platåartad överyta bevuxen med lövskog, främst bok. Åsens sydvästsida sluttar långsamt ned mot den sedimentära berggrunden och är täckt med naturbetesmarker med ljunghedar, fukthedar,  torrängar, kärr samt mossmark. Genom södra delen av kommunen rinner Råån. Ån är omgiven av en djupt nedskuren dalgång med bidalar i ett öppet jordbrukslandskap. Dalgångens sluttningar är bevuxen med växlande skogs- och betesmark.
Nedan presenteras andelen av den totala ytan 2020 i kommunen jämfört med riket.
|  | Bebyggelse (5,5 %) |

|  | Skog (32,0 %) |

|  | Öppen myrmark (0,4 %) |

|  | Jordbruksmark (57,1 %) |

|  | Övrig mark (4,9 %) |

|  | Bebyggelse (3,1 %) |

|  | Skog (68,0 %) |

|  | Öppen myrmark (7,2 %) |

|  | Jordbruksmark (7,4 %) |

|  | Övrig mark (14,3 %) |

### Naturskydd
Nationalparken Söderåsen bildades 2001 och består av totalt 1620 hektar. Den ligger i både Svalövs och Klippans kommun. Länsstyrelsen i Skåne län beskriver nationalparken som "Sveriges sydligaste vildmark och här finns naturupplevelser för alla". Den bildades för att "skydda de unika sprickdalarna med dess ädellövskogar".
År 2023 fanns åtta naturreservat i Svalövs kommun. Som exempel kan nämnas Jällabjär, ett reservat på 148 hektar som bildades 1977. Reservatet består av en sedan länge tystnad vulkan. Resterna av vulkanen utbrott är basalt som ger en rik flora i en natur som i övrigt utgörs av bokskog. Som exempel kan nämnas gulsippor, vårlök, liten nunneört och desmeknopp. Reservatet är även skyddat som Natura 2000-område. Ett annat exempel på naturreservat är Traneröds mosse, Grindhus och Lilla Klåveröd, ett reservat på 118 hektar bildat 2006. Reservatet sträcker sig även in i Klippans kommun och utgörs av ett omväxlande landskap som inkluderar en örtrik mosse, ett ålderdomligt jordbrukslandskap och Klåverödsdammen.

### Administrativ indelning
Fram till 2016 var kommunen för befolkningsrapportering indelad i fyra församlingar: Billeberga-Sireköpinge församling, Kågeröd-Röstånga församling, Svalövs församling och Teckomatorps församling.

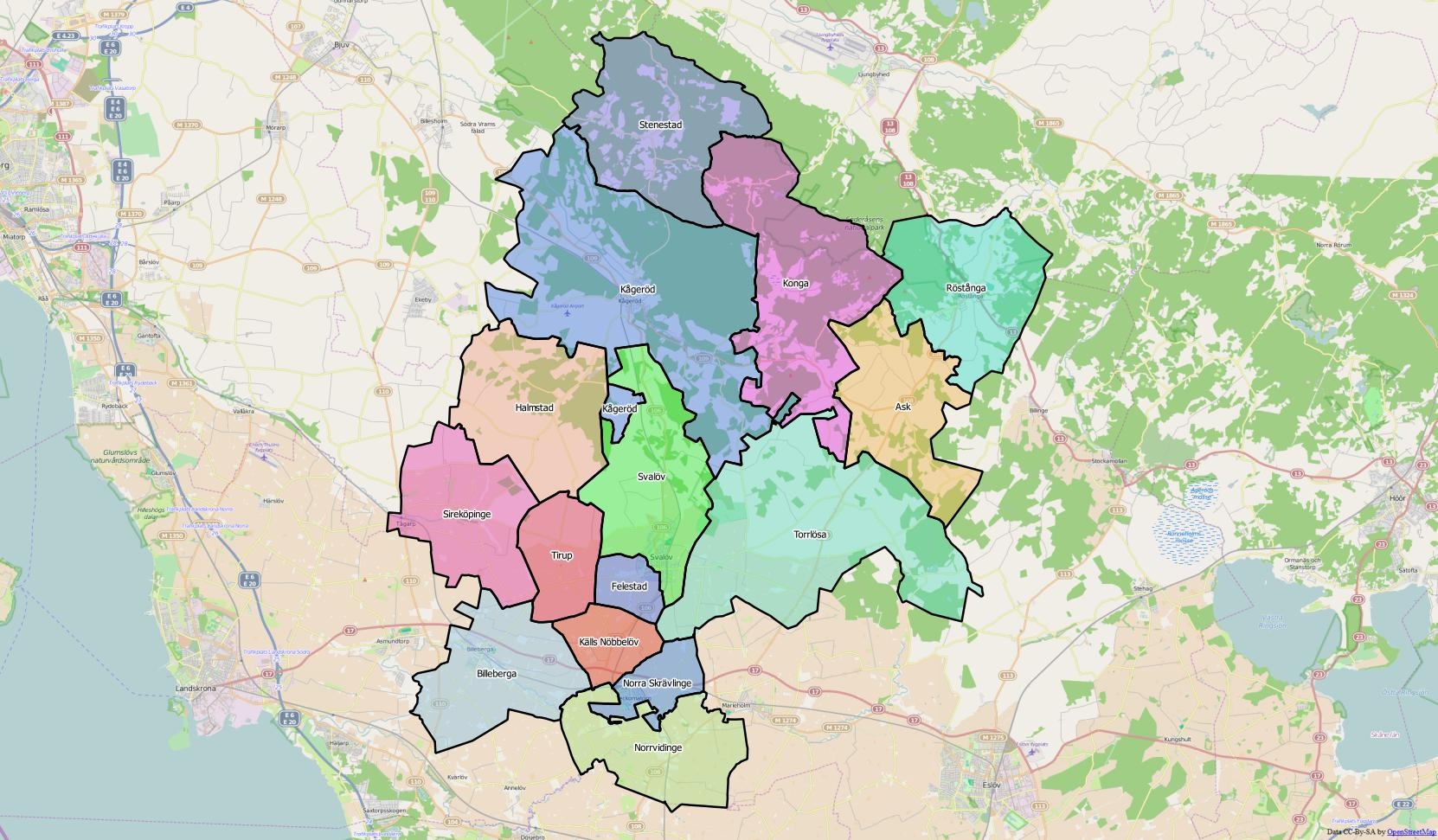
Distrikt (socknar) inom Svalövs kommun

Från 2016 indelas kommunen istället i 15 distrikt, vilka motsvarar de tidigare socknarna:

- Ask
- Billeberga
- Felestad
- Halmstad
- Konga
- Kågeröd
- Källs Nöbbelöv
- Norra Skrävlinge
- Norrvidinge
- Röstånga
- Sireköpinge
- Stenestad
- Svalöv
- Tirup
- Torrlösa

### Tätorter
Det finns sju tätorter i Svalövs kommun.
I tabellen presenteras tätorterna i storleksordning per den 31 december 2015. Centralorten är i fet stil.
| Nr | Tätort         | Befolkning |
| -- | -------------- | ---------- |
| 1  | Svalöv         | 3 852      |
| 2  | Teckomatorp    | 1 703      |
| 3  | Kågeröd        | 1 516      |
| 4  | Billeberga     | 1 050      |
| 5  | Röstånga       | 874        |
| 6  | Tågarp         | 417        |
| 7  | Bjuv (del av*) | 4          |

*Större delen av tätorten Bjuv tillhör Bjuvs kommun.

## Styre och politik

### Styre
Efter valet 2002 styrdes kommunen av en minoritetskoalition bestående av Centerpartiet, Folkpartiet och Kristdemokraterna. Dessa fick lämna ifrån sig makten i april 2004 då Socialdemokraterna och Moderaterna började samarbeta. Mandatperioden 2010–2014 tillkom Folkpartiet i koalitionen som då fortsatte styra i majoritet. Efter valet 2014 fortsatte de tre partierna styra, dock i minoritet. Samarbetet sprack dock i januari 2018, men Socialdemokraterna kunde sitta kvar vid makten då de bildade en majoritetskoalition med Centerpartiet, Miljöpartiet, Vänsterpartiet och Feministiskt Initiativ.
Valet 2018 ledde till maktskifte där det traditionella borgerliga blocket – bestående av Moderaterna, Centerpartiet, Folkpartiet och Kristdemokraterna – tog makten. Centerpartiet lämnade samarbetet 2019 och Sverigedemokraterna tog deras plats i koalitionen. Sverigedemokraterna tog då också över ordförandeposten i kommunstyrelsen och har sedan 2021 även ordförandeposten i kommunfullmäktige. 
Efter valet 2022 fick Sverigedemokraterna, Moderaterna och Kristdemokraterna egen majoritet i kommunfullmäktige.

### Kommunfullmäktige

#### Presidium
| Presidium 2022–2026    | Presidium 2022–2026 | Presidium 2022–2026 |
| ---------------------- | ------------------- | ------------------- |
| Ordförande             | SD                  | Ingrid Ekstöm       |
| Förste vice ordförande | M                   | Sten Wendel         |
| Andre vice ordförande  | S                   | Kent Kronkvist      |

#### Lista över kommunfullmäktiges ordförande
| Namn | Namn                   | Tillträdde | Avgick    |
| ---- | ---------------------- | ---------- | --------- |
|      | Lennart Pettersson (c) | okt 2018   | juni 2019 |
|      | Ann Pettersson (m)     | juni 2019  | 2021      |
| SD   | Ingrid Ekström         | 2021       |           |

#### Mandatfördelning 1970–2022
Sverigedemokraterna är största parti i kommunfullmäktige sedan valet 2018 och var dessförinnan näst störst. Socialdemokraterna är näst största parti, efter att tidigare varit det största partiet. Historiskt har Centerpartiet varit näst störst i valen 1970-1988, 1994-2006. Moderaterna var näst största parti i valen 1991 och 2010.  I valen 1985 och 1991 fick Centerpartiet och Moderaterna lika många mandat men Centerpartiet fick fler röster i valet 1985 och Moderaterna fler röster i valet 1991.

Samtliga riksdagspartier har funnits representerade i Svalövs kommunfullmäktige, och efter valet 2014 var 7 av de 8 riksdagspartierna representerade. Kristdemokraterna fanns representerade i fullmäktige vid valen 1988-2010 men åkte ut i valet 2014. Av riksdagspartierna har Socialdemokraterna, Centerpartiet, Folkpartiet/Liberalerna och Moderaterna alltid funnits representerade sedan valet 1970, Vänsterpartiet sedan valet 1998, Miljöpartiet sedan valet 1988 och Sverigedemokraterna sedan valet 2002. Feministiskt initiativ finns representerat sedan valet 2014. I valen 1976-2002 fanns det lokala politiska partiet Centrumdemokraterna – Kommunens Väl representerat i fullmäktige.
| 18 | 15 | 4 | 4 |

| 35 | 6 |

| 18 | 16 | 2 | 5 |

| 35 | 6 |

| 16 | 4 | 14 | 2 | 5 |

| 32 | 9 |

| 17 | 4 | 11 | 3 | 6 |

| 30 | 11 |

| 18 | 4 | 11 |  | 7 |

| 32 | 9 |

| 18 | 4 | 8 | 3 | 8 |

| 32 | 9 |

| 17 | 2 | 3 | 8 | 3 |  | 7 |

| 32 | 9 |

| 16 |  | 4 | 8 | 2 | 2 | 8 |

| 31 | 10 |

| 19 | 2 | 3 | 8 |  |  | 7 |

| 27 | 14 |

|  | 15 | 2 | 2 | 9 | 2 | 2 | 8 |

| 29 | 12 |

|  | 15 |  | 2 |  | 10 | 3 | 2 | 6 |

| 27 | 14 |

|  | 12 |  | 5 | 7 | 2 |  | 6 |

| 20 | 15 |

|  | 10 | 2 | 5 | 6 | 3 |  | 7 |

| 19 | 16 |

|  | 10 |  |  | 8 | 7 | 2 | 5 |

| 19 | 16 |

|  | 8 |  |  | 11 | 6 | 2 |  | 4 |

| 19 | 16 |

| 2 | 8 | 13 | 4 | 2 | 2 | 4 |

| 21 | 14 |

### Nämnder

#### Kommunstyrelse
| Presidium 2019–2022    | Presidium 2019–2022 | Presidium 2019–2022 |
| ---------------------- | ------------------- | ------------------- |
| Ordförande             | SD                  | Teddy Nilsson       |
| Förste vice ordförande | M                   | Anna Berg von Linde |
| Andre vice ordförande  | S                   | Jan Zielinski       |

Källa:

#### Lista över kommunstyrelsens ordförande
| Namn | Namn                | Tillträdde | Avgick    |
| ---- | ------------------- | ---------- | --------- |
|      | Fredrik Jönsson (c) | okt 2018   | juni 2019 |
|      | Teddy Nilsson (sd)  | juni 2019  |           |

#### Övriga nämnder
| Nämnd                      | Ordförande | Ordförande          | Vice ordförande | Vice ordförande |
| -------------------------- | ---------- | ------------------- | --------------- | --------------- |
| Bildningsnämnden           | SD         | Kim Hellström       | S               | Émelie Lundgren |
| Bygg- och räddningsnämnden | SD         | Jörgen Persson      | S               | Kent Kronqvist  |
| Krisledningsnämnden        | SD         | Teddy Nilsson       | S               | Jan Zielinski   |
| Samhällsbyggnadsnämnden    | M          | Stefan Petterson    | S               | Annie Karlsson  |
| Socialnämnden              | KD         | Aase Jönsson        | S               | Krister Olsson  |
| Valnämnden (2018/03-2018)  | SD         | Hans Lindström      | S               | Anette Hallberg |
| Vård- och omsorgsnämnden   | M          | Anna Berg von Linde | S               | Anneli Persson  |

Källa:

## Ekonomi och infrastruktur

### Näringsliv
I början av 2020-talet dominerades det lokala privata näringslivet verksamheter relaterade till det betydande jordbruket i kommunen. Exempelvis var centralorten Svalöv ett centrum för forskning och utveckling inom bioteknik och växtförädling. Vidinge gård och Lantmännen Seed var då de två ledande företagen i kommunen inom denna verksamhet. Ett annat stort företag var chokladföretaget Barry Callebaut Sweden AB med verksamhet i Kågeröd. Omkring hundra personer arbetar på Barry Callebaut i Kågeröd. Kommunen själv var dock den största arbetsgivaren. Som framgår av tabellen nedan är antalet anställda inom utbildningssektorn nära dubbelt så många som i riksgenomsnittet. Antalet anställda inom jordbruksnäringen är sex gånger så stor som i riket. Byggverksamheten är större medan tillverkningssektorn är mindre än i riket. Att kommunen är största arbetsgivaren förklaras av de många anställda inom utbildning och vård som tillsammans står för 36% av de sysselsatta.
| Bransch                                                                                      | Sysselsatta i Svalöv 2021 | (%) av anställda | (%) av anställda i riket | Största arbetsgivare             | Anställda                        |
| -------------------------------------------------------------------------------------------- | ------------------------- | ---------------- | ------------------------ | -------------------------------- | -------------------------------- |
| Utbildning                                                                                   | 821                       | 18,9             | 10,7                     | Svalövs kommun                   | 1275                             |
| Vård och omsorg; sociala tjänster                                                            | 752                       | 17,3             | 16,0                     | Vidinge grönt                    | 225                              |
| Jordbruk, skogsbruk och fiske                                                                | 569                       | 13,1             | 1,9                      | Barry Callebut                   | 75                               |
| Byggverksamhet                                                                               | 418                       | 9,6              | 7,3                      | Fridhems folkhögskola            | 75                               |
| Tillverkning och utvinning                                                                   | 318                       | 7,3              | 10,7                     | Lantmännen                       | 75                               |
| Företagstjänster                                                                             | 312                       | 7,2              | 12,4                     | Svalövs Montessori               | 75                               |
| Handel                                                                                       | 280                       | 6,4              | 11,7                     | Företag med fler än 50 anställda | Företag med fler än 50 anställda |
| Offentlig förvaltning och försvar                                                            | 269                       | 6,2              | 6,3                      | Företag med fler än 50 anställda | Företag med fler än 50 anställda |
| Endast branscher med mer än 5% av de anställda redovisas. Totala antalet anställda var 4 343 |                           |                  |                          | Företag med fler än 50 anställda | Företag med fler än 50 anställda |

### Infrastruktur

#### Transporter
Kommunens östra del genomkorsas av riksväg 13 medan den södra genomkorsas av riksväg 17. Genom kommunen går även länsvägarna 106, 108, 109 och 110. 
Söderåsbanan Malmö–Lomma–Kävlinge–Teckomatorp–Svalöv–Kågeröd–Billesholm-Åstorp genomkorsar kommunen i nord–sydlig riktning och Landskrona & Helsingborgs Järnvägar gick tidigare i öst–västlig riktning men idag finns bara sträckan Teckomatorp–Marieholm kvar av banan Landskrona–Eslöv under namnet Marieholmsbanan.

## Befolkning

### Demografi

#### Befolkningsutveckling
Kommunen har 14 543 invånare (31 december 2024), vilket placerar den på 163:e plats avseende folkmängd bland Sveriges kommuner.
| Befolkningsutvecklingen i Svalövs kommun 1970–2020 | Befolkningsutvecklingen i Svalövs kommun 1970–2020 | Befolkningsutvecklingen i Svalövs kommun 1970–2020 | Befolkningsutvecklingen i Svalövs kommun 1970–2020 | Befolkningsutvecklingen i Svalövs kommun 1970–2020 |
| -------------------------------------------------- | -------------------------------------------------- | -------------------------------------------------- | -------------------------------------------------- | -------------------------------------------------- |
|                                                    |                                                    |                                                    |                                                    |                                                    |
| År                                                 |                                                    |                                                    | Folkmängd                                          |                                                    |
| 1970                                               | 1970                                               |                                                    | 12 062                                             |                                                    |
| 1975                                               | 1975                                               |                                                    | 12 546                                             |                                                    |
| 1980                                               | 1980                                               |                                                    | 12 990                                             |                                                    |
| 1985                                               | 1985                                               |                                                    | 12 653                                             |                                                    |
| 1990                                               | 1990                                               |                                                    | 12 839                                             |                                                    |
| 1995                                               | 1995                                               |                                                    | 12 871                                             |                                                    |
| 2000                                               | 2000                                               |                                                    | 12 562                                             |                                                    |
| 2005                                               | 2005                                               |                                                    | 13 012                                             |                                                    |
| 2010                                               | 2010                                               |                                                    | 13 242                                             |                                                    |
| 2015                                               | 2015                                               |                                                    | 13 655                                             |                                                    |
| 2020                                               | 2020                                               |                                                    | 14 276                                             |                                                    |

## Kultur

### Kulturarv
Bland kulturmiljöer i Svalövs kommun kan nämnas Källs Nöbbelöv. Miljön i området  vittnar om hur de skånska kyrkbyarna förändrades under 1800-talet då "flera gårdar flyttades ut från byn och nya hus, så kallade gatehus, för hantverkare byggdes på de gamla gårdstomterna". Källs Nöbbelövs prästgård, även kallad Gamlegård, förklarades byggnadsminne 1994.

### Kommunsymboler

#### Kommunvapen

Kommunens vapen.

Blasonering: I grönt fält en såningsman av guld.
Vapnet föreslogs av Riksheraldikerämbetet och fastställdes för Svalövs landskommun av Kungl. Maj:t år 1946. Det fördes vidare av kommunen efter indelningsreformerna och registrerades hos PRV år 1974. Såningsmannen symboliserar Sveriges utsädesförenings verksamhet i Svalöv.
År 2012 tog kommunen fram en ny grafisk profil, utförd av byrån WonderBrand. I samband med detta infördes en ny logotyp som inte längre använder vapnet med såningsmannen. Istället hade logotypen ett "bubblande" Ö med gröna och gula cirklar. Lanseringen skeddes officiellt den 27 november 2012, varefter vapnet till stor del fasades ut från kommunens kommunikation. Vapnet är dock fortfarande registrerat som kommunens officiella vapen.

#### Kommunfågel

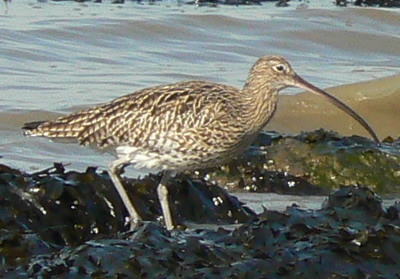
Storspoven är Svalövs kommunfågel.